# Magic Mike XXL
Magic Mike XXL er et amerikansk komedie-drama instrueret af Gregory Jacobs, skrevet af Reid Carolin med Channing Tatum, Matt Bomer, Kevin Nash, Joe Manganiello, Amber Heard, Jada Pinkett Smith, Donald Glover, Elizabeth Banks og Andie MacDowell.  Som en fortsættelse til Magic Mike fra 2012, havde filmen premiere i Hollywood den 26. juni 2015 med en følgende europæisk premiere i London den 30. juni 2015. Filmen blev udgivet den 1. juli 2015 og modtog generelt positive anmeldelser og indtjente $122 millioner.

## Plot
Tre år efter at have droppet stripperlivet, har Mike (Tatum) sin egen møbelforretning. Han får et opkald fra Tarzan (Nash), om at Dallas er "væk". Mike, der tror at hans tidligere chef er død, tager til "gravøl" på et hotel, hvor han finder de sidste Kings of Tampa, der afholder et poolparty.
Efter at have afsløret, Dallas er stukket af med alle stripklubbens penge for at opstarte et nyt show i Macau og kun tog The Kid (Adam fra Magic Mike) med sig, fortæller Kings'ene Mike om deres plan: om at afslutte deres stripperkarriere på bedste vis til en stripper-konvention i Myrtle Beach. Mike er i tvivl om han vil med, men da en sang han tidligere har strippet til, spilles i radioen i hans værksted, kan han ikke lade være med at danse og beslutter sig for at tage med.
Kings'ene tager afsted i Tito og Tobias' frozen-yogurt-varebil og har første stop på baren Mad Mary's. For at bevise overfor Richie (Manganiello), at han virkelig gerne vil være del af turen, deltager Mike i en amatør dragqueen-konkurrence på baren, hvor de andre til slut også deltager. De tager derefter til en strand, hvor Mike kommer op og slås med Ken (Bomer), men de forenes som venner bagefter. På stranden møder Mike også fotografen Zoe (Heard), som fortæller at hun er på vej mod New York for at arbejde for en anden fotograf. De flirter, men bliver enige om at ikke gå videre.
På landevejen igen foreslår Mike, at gruppen laver om på deres dansenummer, efter hele gruppen (bortset fra Tarzan) har taget MDMA. På en tankstation får Mike overtalt Richie til at forsøge at få den triste kasseekspedient til at smile med en improviseret striptease. Dette inspirerer de andre Kings til at droppe deres gamle dansenumre og udtænke nye. Kort efter falder Tobias i søvn bag rattet på grund af MDMA'en og varebilen kører af vejen.
Alle andre kommer uskadte fra ulykken, mens Tobias får en hjernerystelse og indlægges. På hospitalet begynde de at miste modet og overvejer om de blot skal droppe konventionen og kører hjem. Mike afslører så her, at hans møbelforretning ikke kører ret godt og at han ikke længere er samme med Brooke, efter hun afviste hans frieri. Gruppen beslutter sig for at tage til konventionen.
I jagten på en ny MC, efter Tobias blev indlagt, tager Mike gruppen til en stripklub i Savannah, som ejes af Rome (Smith), en kvinde Mike har en forhistorie med. Selvom han optræder i klubben for at bevise overfor Rome, at han stadig kan danse selvom det er nogle år siden, vil Rome ikke hjælpe dem. Hun tilbyder dem dog et lift til deres næste stop og sætter Andre (Glover), en rapper/sanger fra klubben, til at køre dem.
De kører hen til et palæ, hvor Tito siger, at han kender pigen der bor der og at hun venter på dem. Som de går ind mødes de af pigens mor, Nancy (MacDowell) og hendes venner, der alle er midaldrende kvinder. Nancy lægger legende an på dem, hvilket gør Kings'ene akavede til mode, men som aftenen skrider frem, løsnes stemningen. Mike møder igen Zoe, som er ven med pigen i huset, og hun fortæller, at hun har droppet at tage til New York, da den fotograf der ville give hende arbejde der, bare ville i bukserne på hende. Mike opfordrer Zoe til at tage med til stripper-konventionen, da det ville kunne give hende smilet tilbage igen.
Efter at have tilbragt natten med Richie, lader Nancy Kings'ene tage hendes eksmands bil til Myrtle Beach. Da de ankommer, møder de overrasket Rome. Hun har skiftet mening og vil gerne være deres MC. Andre og Malik vil også gerne hjælpe. Gruppen arbejder på at få dansenumrene klar og tager så til konventionen, hvor de kan klemme sig ind på en plads på programmet, takket være Rome og hendes forhistorie med en af eventplanlæggerne, Paris (Banks). Gruppens optræden bliver en succes. Under Mike og Maliks fælles optræden, får Mike Zoe op på scenen. Filmen ender med en stor fejring, da Tobias vender tilbage med varebilen og de fejrer alle 4. juli og ser fyrværkeri.

## Medvirkende
- Channing Tatum som Michael “Magic Mike” Lane[6]
- Matt Bomer som Ken[7]
- Joe Manganiello som Big Dick Richie[8]
- Kevin Nash som Tarzan/Ernest[9]
- Adam Rodríguez som Tito[10]
- Gabriel Iglesias som Tobias[10]
- Andie MacDowell som Nancy Davidson[11][12]
- Amber Heard som Zoe[13]
- Jada Pinkett Smith som Rome[14]
- Elizabeth Banks som Paris[10]
- Donald Glover som Andre[10]
- Michael Strahan som Augustus[10]
- Brandon Richardson som Scorpio[15]
- Stephen "tWitch" Boss som Malik
- Jane McNeil som Mae
- Rhoda Griffis som Julia
- Ann Hamilton som Diane
- Mary Kraft som Jessica
- Carrie Anne Hunt som Megan Davidson
- Vicky Vox som Tori Snatch
- Crystal Hunt som Lauren
- Deidre Goodwin som Tarzans pige

## Produktion

### Udvikling
I en Twitter Q&A i juli 2012 bekræftede Tatum udviklingen af en fortsættelse til hit-filmen Magic Mike. Skuespilleren sagde: "Ja, ja og ja! Vi er ved at udforme et koncept lige nu. Vi vil vende manuskriptet på hovedet og gøre det endnu større." I marts 2014 blev den assisterende instruktør fra Magic Mike, Gregory Jacobs, valgt til instruere fortsættelsen med titlen Magic Mike XXL og indspilningerne startede i slutningen af 2014. Steven Soderbergh, den første films instruktør, medvirkede som klipper og scenograf. Filmen blev udgivet planmæssigt den. 1. juli 2015.

### Casting
Den 17. september 2014 blev endeligt meldt ud i et interview med instruktør Jacobs, at Matthew McConaughey ikke ville medvirke i filmen. Alex Pettyfer og Cody Horn ville heller ikke vende tilbage til fortsættelsen. Den 18. september 2014 kom det frem, at Jada Pinkett Smith var på tale om at skulle medvirke i filmen. Den 22. september 2014 blev det bekræftet, at Smith skulle spille en rolle, som oprindeligt var tænkt til en mandlig skuespiller. Den 29. september 2014 begyndte produktionen i Savannah, Greg Silverman kunne endelig bekræfte det officielle cast og filmens plot, samt at der var et tilbagevendende cast bestående af Tatum, Bomer, Manganiello, Nash, Adam Rodríguez og Gabriel Iglesias, samt nye castmedlemmer bl.a. Elizabeth Banks, Donald Glover, Amber Heard, Andie MacDowell, Smith og Michael Strahan. Den 8. oktober 2014 annoncerede Stephen "tWitch" Boss, at han skulle optræde i filmen. Boss sagde, at han var blevet spurgt af Tatum om at medvirke i filmen. Skuespilleren og den tidligere bodybuilder Christian Boeving optog scener til filmen, men de kom ikke med i den endelig film i post-produktionen.

### Optagelser
Den 31. august 2014 begyndte optagelserne i Myrtle Beach, South Carolina, bl.a. på 2nd Avenue Pier, Pier 14, Plyler Park, Myrtle Beach SkyWheel og ved Myrtle Beach Aviation, som ligger ved den tidligere Myrtle Beach Air Force Base. Den 29. september begyndte optagelserne i Savannah, Georgia, hvor scenerne blev optaget på Savannah Gentleman's Club, som nogle skuespillere selv har delt billeder fra. Den 30. september begyndte der at blive indspillet scener på Tybee Island. Optagelserne fandt sted fra 23.-25. oktober i Savannah, GA, hvor mere end 900 kvindelige statister blev brugt, 300–900 hver dag til scenerne til konventionen. Optagelserne sluttede endeligt den 5. november 2014, hvor filmens sidste scene blev indspillet på strandpomenaden i Myrtle Beach, South Carolina.

## Soundtrack
Filmens soundtrack består af R&B og hip hop-sange som mænd danser til, bl.a. "Pony" af Ginuwine, som også blev brugt i den første film. Albummet blev udgivet den. 30. juni 2015 i USA af WaterTower Music. Både i filmen og på albummet er Matt Bomers covers af "Untitled (How Does It Feel)" af D'Angelo og "Heaven" af Bryan Adams. Donald Glover optræder både som skuespiller og sanger, hvor han synger "Marry You", som oprindeligt er sunget af Bruno Mars. På albummet findes også "I Want It That Way" af Backstreet Boys (som spilles under Manganiellos improviserede striptease på tankstationen).
Charts
| Chart (2015)                     | Højste placering |
| -------------------------------- | ---------------- |
| Australien (ARIA)                | 10               |
| Belgien (Ultratop Flanderen)     | 75               |
| Belgien (Ultratop Vallonien)     | 136              |
| New Zealand (RIANZ)              | 32               |
| US Billboard 200                 | 8                |
| US Soundtrack Albums (Billboard) | 1                |

## Modtagelse

### Box office
Magic Mike XXL indtjente $66 millioner i Nordamerika og $56.5 millioner i andre territorier med en indtjening på $122.5 millioner verden over, mod et budget på $14.8 million.
Filmen blev udgivet samtidig med Terminator Genisys, og blockbusterne Jurassic World og Inside Out, som hver havde forventninger om at indtjene $27–30 millioner i den tredages weekend og $45–55 millioner i den femdages Uafhængighedsdagsferie. Den tjente $2.4 millioner fra tirsdagens aftenvisninger (hvilket var $2.1 millioner mere end den første films forpremieres indtjeninger) og $9.3 millioner på den åbningsdag (onsdag) – som er inklusiv tirsdagens visninger. I åbningsweekenden indtjente filmen $12.8 millioner ($27.9 millioner som en femdages total), og endte på en fjerdeplads i box office efter Inside Out ($29.7 millioner), Jurassic World ($29.2 millioner) og Terminator Genisys ($27 millioner), hvilket var under forventningerne

### Anmeldelser
Magic Mike XXL modtog blandede til gode anmeldelser fra kritikerne. På Rotten Tomatoes havde filmen en rating på 65 %, baseret på 232 anmeldelser, med en gennemsnitlig rating på 6.0/10. Siden kritiske konsensus lyder, "Magic Mike XXL har nok narrativ fremdrift og hakkedrengs charme til at levere endnu en portion velolieret underholdning, selvom fortsættelsen her ikke har en så behagelig stemning som den første film." På Metacritic har filmen en score på 60 ud af 100, baseret på 41 anmeldere, som indikerer "blandede eller gennemsnitlige anmeldelser". I CinemaScore-scoringer, gav biografpublikummer filmen en gennemsnitlig karakter på "A–" på en A+ til F-skala.

### Anerkendelser
| År   | Pris                                               | Kategori                                                          | Modtager            | Resultat  | Ref    |
| ---- | -------------------------------------------------- | ----------------------------------------------------------------- | ------------------- | --------- | ------ |
| 2015 | Teen Choice Awards                                 | Choice Summer Movie Star: Male                                    | Channing Tatum      | Vundet    | [ 51 ] |
| 2015 | Women Film Critics Circle Awards                   | Worst Male Images in a Movie                                      |                     | Nomineret |        |
| 2015 | Village Voice Film Poll                            | Best Supporting Actress                                           | Jada Pinkett Smith  | Nomineret |        |
| 2016 | Guild of Music Supervisors Awards                  | Best Music Supervision for Film Budgeted Under 25 Million Dollars | Season Kent         | Nomineret |        |
| 2016 | Golden Trailer Awards                              | Trashiest Trailer                                                 | Warner Bros. Aspect | Nomineret |        |
| 2016 | GALECA: The Society of LGBTQ Entertainment Critics | Campy Flick of the Year                                           |                     | Vundet    |        |